# 이시이 마사타다
이시이 마사타다(일본어: 石井 正忠, 1967년 2월 1일 ~ )는 일본의 전 축구 선수이자 현 축구 지도자로 선수 시절에는 NTT 간토, 가시마 앤틀러스, 아비스파 후쿠오카에서 미드필더로 활동했으며 현재 태국 축구 국가대표팀의 감독을 맡고 있다.

## 선수 시절
1989년 NTT 간토 소속으로 프로에 데뷔한 뒤 가시마 앤틀러스를 거쳐 1998년 아비스파 후쿠오카에서 은퇴할 때까지 9년간 공식전 192경기 4골을 기록하며 가시마 앤틀러스의 J리그 1996 우승 및 리그 2회 준우승, 1993 시즌 천황배 준우승, 1997 시즌 천황배 우승, 1992 시즌 J리그컵 4강, 1997 시즌 J리그컵 우승 등의 성과를 남겼다.

## 지도자 경력

### 가시마 앤틀러스
2015년 7월 가시마 앤틀러스의 사령탑으로 취임한 후 2017년 5월말까지 프로 공식전 59승 7무 30패의 성적을 거두며 J1리그 2016 우승, 2015 시즌 J리그컵 우승, 2016 시즌 천황배 우승, 2016년 FIFA 클럽 월드컵 준우승, 2016년 수루가 뱅크 챔피언십 준우승, 2017 시즌 일본 슈퍼컵 우승 등을 이끌었고 2016 시즌에는 J1리그 감독상을 수상하는 영예를 안았다.

### 부리람 유나이티드
2017년 11월부터 2021년 11월까지 오미야 아르디자와 태국 리그 1 사뭇쁘라깐 시티의 사령탑을 거치며 오미야 아르디자의 J2리그 2018 승격 플레이오프 진출을 이끌었고 이후 2021년 12월 태국 리그 1의 강호 부리람 유나이티드의 사령탑으로 취임하여 2023년 8월까지 프로 공식전 52승 9무 7패의 압도적인 승률을 거두며 리그 2연패, 태국 FA컵 2연패, 태국 리그컵 2연패, 2022 시즌 태국 챔피언스컵 준우승 등을 이끌었고 태국 리그 1 이달의 감독상도 2차례나 차지했다.

### 태국 대표팀
2023년 태국 대표팀의 테크니컬 디렉터로 활동하던 도중 같은 동남아시아팀인 싱가포르와의 2026년 FIFA 월드컵 아시아 지역 2차 예선 C조 2차전에서 3-1로 이겼음에도 중국과의 1차전 홈 경기에서 1-2로 패한 여파로 경질된 알렉산드레 푈킹 전 감독 후임으로 선임되었다.
그리고 2024년 첫 날 자신의 조국인 일본과의 친선 경기에서 태국 대표팀 사령탑 데뷔전을 치렀고 같은 해에 열린 2023년 AFC 아시안컵을 통해 태국 대표팀 사령탑 선임 이후 첫 국제 대회에 참가하여 태국의 2회 연속 아시안컵 16강 진출을 지휘했다.

## 수상

### 클럽 (선수)
가시마 앤틀러스
- J1리그 : 우승 (1996), 준우승 (1993, 1997)
- 천황배 : 우승 (1997), 준우승 (1993)
- J리그컵 : 우승 (1997), 4강 (1992)

### 클럽 (지도자)
가시마 앤틀러스
- J1리그 : 우승 (2016)
- 천황배 : 우승 (2016)
- J리그컵 : 우승 (2015)
- FIFA 클럽 월드컵 : 준우승 (2016)
- 일본 슈퍼컵 : 우승 (2017)
- 수루가 뱅크 챔피언십 : 준우승 (2016)

 부리람 유나이티드
- 태국 리그 1 : 우승 (2021-22, 2022-23)
- 태국 FA컵 : 우승 (2021-22, 2022-23)
- 태국 리그컵 : 우승 (2021-22, 2022-23)
- 태국 챔피언스컵 : 준우승 (2022)

### 개인
- J1리그 올해의 감독상 : 2016
- 태국 리그 1 이달의 감독상 : 2020년 12월, 2022년 1월